# Chionaema dudgeoni
Chionaema dudgeoni là một loài bướm đêm thuộc phân họ Arctiinae, họ Erebidae.